# Айдин Гусейнов
Айдин Гусейнов (азерб. Aydın Hüseynov, 30 листопада 1955 — 30 жовтня 2003) — азербайджанський шахіст, гросмейстер (1998).
У складі збірної Азербайджану учасник 33-ї Олімпіади (1998) в Елісті.